# Brian Cristian
Brian Cristian (n. 14 iunie 1990, București, România) este un deputat român, ales în 2020 din partea PLUS și în 2024 din partea USR.